# Sol de Julio
Sol de Julio is een plaats in het Argentijnse bestuurlijke gebied Ojo de Agua in de provincie Santiago del Estero. De plaats telt 1.799 inwoners.